# St Helen’s (Scottish Borders)
St Helen’s ist eine Villa in der schottischen Ortschaft Melrose in der Council Area Scottish Borders. 1981 wurde das Bauwerk in die schottischen Denkmallisten in der höchsten Denkmalkategorie A aufgenommen.

## Beschreibung
Die Villa liegt abseits der Waverley Road am rechten Ufer des Tweed am Nordrand von Melrose. Bauherr des 1806 entstandenen St Helen’s war Isaac Hay. Das Mauerwerk der Villa besteht aus Steinquadern mit abgesetzten polierten Natursteindetails. Die südexponierte Frontseite des einstöckigen Gebäudes mit ausgebautem Dachgeschoss ist drei Achsen weit. Die zentrale Achse tritt segmentbögig heraus und ist bis auf Firsthöhe fortgeführt. Toskanische Pilaster und längliche Fenster flankieren den Eingangsbereich, der über eine Vortreppe zugänglich ist. Das Portal schließt mit einem Kämpferfenster. Darüber ist ein Drillingsfenster eingelassen. Eine gusseiserne Balustrade fasst den heraustretenden Balkon ein. Jeweils sechs oktogonale Kamine sind an beiden Gebäudeseiten gereiht angeordnet. Das abschließende Walmdach ist mit Schiefer eingedeckt. Der zweistöckige Anbau an der Westseite ist neueren Datums.